# Begonya Via-Dufresne Pereña
Begonya Via-Dufresne Pereña, també escrit Begonya Via Dufresne, (Barcelona, 13 de febrer de 1971) és una regatista catalana, ja retirada, guanyadora d'una medalla olímpica d'or i germana de la també regatista i medallista olímpica Natàlia Via-Dufresne.
Formada al Club Nàutic el Masnou, fou campiona d'Espanya juvenil en la classe Europe el 1988. En la classe 470 assolí tres Campionats d'Espanya (1993, 1994, 1995), tres Campionats del Món (1994, 1995, 1996) i un d'Europa (1995). Participà en la mateixa especialitat als Jocs Olímpics d'Atlanta 1996, juntament amb Teresa Zabell, aconseguint la medalla d'argent. Va retirar-se de la competició l'any següent. Entre d'altres reconeixement, ha rebut la medalla de plata del Reial Orde del Mèrit Esportiu i el premi Reina Sofia de l'esport el 1996.